# Баур, Макс (фармаколог)
Макс Баур (нем. Max Baur; 15 февраля 1893, Виль — 26 сентября 1936, Травемюнде) — немецкий фармаколог, профессор, ректор Марбургского университета (1933—1936); член НСДАП и СС; погиб во время учений резервистов люфтваффе.

## Биография
Макс Баур родился 15 февраля 1893 года в Виле в семье учителя. В 1912 году, после окончания школы он начал изучать медицину в университетах Мюнхена и Фрайбурга; его учёба была прервана в связи с началом Первой мировой войны. С 1914 по 1918 год он участвовал в войне добровольцем, в конце войны став лейтенантом запаса. После окончания боевых действии, в январе 1919 года, Макс Баур продолжил учёбу во Фрайбурге и в Кёльне, специализируясь в медицине и химии. В декабре 1920 года он окончил обучение и сдал государственный экзамен; в мае 1921 года в Кельне он стал кандидатом наук.
Затем Баур работал ассистентом в фармакологических институтах в университетах Кёльна и Киля, а также — в Кёльнской детской больнице, где он проходил стажировку. В 1924 году он защитил диссертацию в сфере фармакологии и стал доктором наук; в том же году он начал преподавать в должности доцента в Кильском университете. В 1928 года Макс Баур стал экстраординарным профессором фармакологии; в 1931 году он получил позицию полного (ординарного) профессора фармакологии в Марбургском университете.
После прихода к власти в Германии национал-социалистов Макс Баур, в 1933 году, присоединился к Национал-социалистической немецкой рабочей партии (НСДАП) и СС. В мае 1933 года он стал деканом медицинского факультета, а в ноябре — был назначен ректором Марбургского университета (занимал данный пост до 1936). 11 ноября 1933 года Макс Баур был среди более 900 ученых и преподавателей немецких университетов и вузов, подписавших «Заявление профессоров о поддержке Адольфа Гитлера и национал-социалистического государства». В 1935 году он читал лекции по авиационной медицине (Luftfahrtmedizin). В 1936 году он был уволен из СС по причине «непригодности». 26 сентября 1936 года его самолёт потерпел крушение во время учений резервистов люфтваффе на аэродроме в Травемюнде.

## Работы
- Die offiziellen Drogen und ihre Ersatzstoffe (fertiggestellt und hrsg. von Max Baur, 1928).